# معماری مسکونی شیراز
معماری مسکونی شیراز پیوندی دو جانبه با معماری درونگرای کامل نقاط مرکزی و معماری برونگرای بعضی نقاط دیگر دارد. معماری مسکونی شیراز یکی از پربارترین و غنی‌ترین نمونه‌های خانه در فرهنگ معماری ایران را در خود جای داده است.
خانه حیاط دار، اصلی‌ترین عنصر تشکیل دهنده قطعات مسکونی بافت شهری شیراز می‌باشد. از خصوصیات این خانه‌ها درونگرایی کامل آن است. در این خانه‌ها کلیه فضاها حیاط را دربر گرفته‌است و این فضاها به غیر از هشتی هیچ گونه ارتباط بصری و فیزیکی با مسیرهای بیرون خود ندارند. حیاط علاوه بر ارتباط بین فضاها ی مختلف و سازماندهی فضاهای تابستان‌نشین و زمستان‌نشین در بخشی از محل نشیمن بوده و در کلیه فصول فضای سبز زیبایی را به وجود آورده‌است. سازماندهی فضاها در بیشتر خانه‌ها در یک طبقه همراه با زیر زمین بوده و در بعضی خانه‌ها قسمت‌هایی از آن در دو طبقه گسترش یافته‌اند.

## روش‌های ساختمانی
یکی از وجوه مشترک ساختمان خانه‌های شیراز و بوشهر استفاده از روش تیر پوش است. در شیراز از دو روش ساختمانی تیر پوش و طاقی در ساخت همهٔ بناها استفاده شده‌است. بنای عظیم تخت جمشید کاملاً تیر پوش بوده و در دوره‌های بعد آتشکده فیروز آباد، کاخ سروستان، قلعه دختر و کاخ بیشابور با گنبد‌ها و طاق‌های بزرگ پوشیده شده‌است.
در ساخت عناصر سازه ای خانه‌ها از مصالح مختلفی استفاده شده‌است. مصالح ساخت دیوارها از نوع خشتی و سنگی بوده و برای پوششهای زیر زمین و هشتی‌ها معمولاً به دلیل طاقی بودن آن از خشت و آجر در پوششهای طبقه همکف و طبقات دیگر آن از چوب استفاده شده‌است.
خشت‌های خام و پخته اندازه ۲۰-۲۰-۴ سانتیمتر داشته‌اند. ضخامت دیوارها با توجه به کاربرد آن به شکل جرز یا اسپر (تیغه) بوده که معمولاً جرزها در حدود ۲ الی ۵/۲ آجر ضخامت داشته‌است.
ستون‌های چوبی تالار‌ها، ایوان‌ها و داخل شاه نشین‌ها از دیگر عناصر باربر سازه‌ای می‌باشند.
در بیشتر خانه‌ها در ساخت پوشش سقف چوب به کار رفته است. چوب‌ها از جنس سفیدار (سپیدار)، صنوبر و نارون بوده و از هر کدام آن‌ها با توجه به ویژگی‌های خود در مکان‌های مختلف استفاده شده‌است. چوب سپیدار به دلیل داشتن تارهای عمودی مناسب در پوشش‌ها و کلاف‌ها داخل دیوارها جای می‌گرفته‌است.
رایج‌ترین روش ساخت قرار دادن تعدادی تیر چوبی با فواصل نزدیک به هم و در صورت نیاز پل‌های باربر چوبی قطور است. در بیشتر خانه‌ها زیر این قسمت باربر سقف‌های کاذب چوبی متشکل از چندین تیرچه چوبی و تفأل کاری روی آن استفاده می‌شده‌است. با این روش علاوه بر زیبا جلوه دادن داخل اتاق یک نوع پنام (عایق) نیز به وجود می آمده است. بر روی تیرهای چوبی قسمت باربر معمولاً بوریا و روی آن تعدادی نی پهن می‌کرده‌اند. سپس قشری از گل نمناک (نیمه خسیده) به صورت شفته ریخته می‌شده، این قشر جداکننده یا جداره‌ای بین کاه گل کاملاً مرطوب و نی. بوریا بوده‌است. برای شیب بندی بر روی این قشر خاک با رطوبت کم ریخته می‌شده و خوب غلطک می‌خورده است. این قشر را اصطلاحاً گل بون (گل بام) می‌گفتند.
سنگ یکی دیگر از مصالح مهم در ساخت خانه‌ها بوده و به کارگیری ان بیشتر جنبه تزیینی داشته‌است. متداولترین نوع سنگ‌ها، سنگ گندمکی بوده که به دلیل مقاومت و سختی آن در ازاره‌ها و لبه حوض استفاده می‌شده‌است.

## ورودی
ورودی خانه‌ها با توجه به درونگرایی کامل آن‌ها در محل‌هایی ساخته شده‌است که هیچگونه ارتباط مستقیم بصری با درون خانه به وجود نیاید.
ورودی نسبت به سازماندهی کلی فضاهای داخلی و موقعیت آن در مکان‌های مختلف قرار گرفته‌است. ورودی یا در وسط و در راستای محور اصلی خانه یا در کنار و در کنج‌های نقشه جای دارد.
هشتی خانه‌ها بیشتر به صورت چهار گوش و هشت گوش ساخته شده‌است.
مسیرهای طی شونده برای رسیدن به حیاط به شکل‌های گوناگون طراحی شده‌اند. یک نمونه به صورت خطی مستقیم است. در این حالت ورود به حیاط به نحوی است که هیچ گونه دیدی به اتاق‌ها و داخل حیاط نداشته باشد. در بعضی خانه‌ها ورودی به شکل L یا مارپیچ است.

## حیاط
عنصر مهم در سازماندهی فضایی است. قسمت‌های داخلی حیاط نسبت به ابعاد آن تقریباً به شکلی متفاوت و به شیوه رایج محلی طراحی شده‌است. حوض و باغچه از بخش‌های اصلی حیاط بوده و معمولاً محور طولی این دو عمود برهم است. اتاق ارسی یا پنج دری در راستای محور اصلی خانه قرار داشته‌است و در جلوی این اتاق‌ها بوده و یک نوع رابطه بصری مستقیم بین افراد ساکن در این اتاق‌ها و حوض به وجود می‌آورده است. طرز قرارگیری حوض و باغچه‌های عمود بر آن و موازی محور طولی خانه را می‌توان یکی از ویژگی‌های خانه‌های شیراز دانست که در دیگر مکان‌ها شکلی متفاوت دارند.
شکل حوض‌ها نیز متنوع بوده که متداولترین آن ۴ گوش است. باغچه‌ها نیز با گیاهان همیشه سبز مانند نارنج، پرتقال و نارنگی مزین شده‌است.

## اتاق‌ها
اتاق‌ها به اسم‌های گوناگون مثل یک دری، سه دری، پنج دری، شاه نشین، گوشواره و ارسی نامیده می‌شدند. هر کدام از این اتاق‌ها عملکرد خاصی داشته و بعضی از آن‌ها با ابعاد کوچک و بزرگ عملکردی متفاوت داشته‌اند.
یکی از انواع اتاق که در تعداد زیادی از خانه‌ها مشاهده شد شاه‌نشین است؛ که به صورت ستون دار یا بدون ستون وجود دارد.